# Solange Du da bist (1953)
Solange Du da bist (Untertitel: Traumfabrik, auch in der Schreibweise So lange Du da bist) ist ein deutscher Spielfilm aus dem Jahr 1953 von Harald Braun. Die Hauptrollen sind neben Maria Schell und O. W. Fischer mit Hardy Krüger, Brigitte Horney und Mathias Wieman besetzt. 

## Handlung
Eva Berger ist am Ende des Zweiten Weltkrieges aus den deutschen Ostgebieten in den Westen geflüchtet. Jetzt arbeitet sie als Komparsin beim Film. Der Regisseur Frank Tornau, ein Zyniker, wird auf sie aufmerksam und macht Probeaufnahmen von ihr. Sie erzählt ihm ihre Lebensgeschichte, die Tornau nicht nur für einen äußerst interessanten, sondern auch lukrativen Filmstoff hält. So beauftragt er seinen Freund und Autor Paul damit, ein entsprechendes Drehbuch zu schreiben. Der Autor geht davon aus, dass Tornaus Starschauspielerin Mona Arendt die Hauptrolle spielen wird. Tornau möchte jedoch, dass Eva sich im Film selbst spielt. Evas Ehemann Stefan, den der Filmstoff ebenso betrifft, da es auch um sein Leben geht, ist wenig begeistert von der Idee, einmal weil er Eva die Strapazen, alles noch einmal durchmachen zu müssen, nicht zumuten will, zum anderen weiß er nicht genau, wie er das Verhältnis seiner Frau zu dem schwer durchschaubaren Regisseur einordnen soll. Da Eva den Film aber unbedingt machen möchte, stimmt er dann doch zu.
Tatsächlich werden die Dreharbeiten für Eva zunehmend zu einer Tortur. Nicht nur, weil sie sich noch einmal ihrer schweren Vergangenheit stellen muss, sondern auch, weil sie sich zunehmend zwischen Stefan und Frank hin- und hergerissen fühlt und nicht mehr recht weiß, was sie wirklich will. Als der letzte Drehtag naht, an dem Eva die Szene spielen muss, in der sie vor der Entscheidung steht, sich in Sicherheit zu bringen und auf den rettenden Zug aufzuspringen, den ihr am Bein verwundeter Ehemann nicht mehr erreichen kann, oder bei ihm zu bleiben, fühlt sie sich in die damalige Zeit zurückversetzt und erlebt erneut den Moment, da sie Schuld auf sich geladen hat, und bricht zusammen. Auch ist ihr bewusst, dass Tornau in der Szene auch eine Entscheidung für oder gegen ihn sieht. Da auch ihr Mann Stefan dem letzten Drehtag beiwohnt, wird Eva jedoch in dem Moment, als sie ihn am Rand der Szene entlanglaufen sieht, bewusst, wo sie hingehört – zu Stefan. Frank Tornau hat den Kampf um die Frau, die ihm helfen sollte, seine innere Leere zu überwinden, verloren. 

## Produktion

### Produktionsnotizen, Hintergrund
Produziert wurde der Film von der NDF Neue Deutsche Filmgesellschaft mbH (München-Geiselgasteig). Die Dreharbeiten fanden vom 20. April bis zum 8. Juni 1953 in München und Umgebung, am Wallberg sowie im Bavaria-Atelier in München-Geiselgasteig statt. Die Bauten schuf Walter Haag, die Produktionsleitung übernahm Georg Richter. Der Arbeitstitel des Films lautete Happy End. Der Erstverleih erfolgte über die Schorcht Filmverleih GmbH (München). 
Drehbuchautor Jochen Huth schrieb 17 Jahre nach Burgtheater erneut ein Drehbuch „über das Verhältnis der Schauspielkunst zur Wirklichkeit“. Seinerzeit war O. W. Fischer in dem Willi-Forst-Film ebenfalls besetzt. Regisseur Braun wollte für die Rolle des Regisseurs ursprünglich Gustaf Gründgens haben, nach dessen Absage O. W. Fischer Brauns zweite Wahl war. Fischer eilte sein Ruf voraus, nicht gerade bequem zu sein, was er auch in diesem Film unter Beweis stellte. Ihm missfiel es, dass nicht er, der umschwärmte Liebhaber, am Ende die Frau bekommt, sondern sie sich für ihren Mann entscheidet. Es kostete Braun einige Überredungskraft Fischer davon zu überzeugen, dass diese Entscheidung richtig sei. Mit diesem, ihrem dritten gemeinsamen Film katapultierte sich das damalige Traumpaar Fischer/Schell „an die Spitze aller deutschen Schauspieler“. O. W. Fischer brachte der Film, der ein „enormer Kassenerfolg“ war, erstmals einen Bambi ein. Auftritte des Paares in der Öffentlichkeit arteten zu Massenaufläufen aus.
Ebenso wie O. W. Fischer war auch Maria Schell nicht einfach im Umgang, da sie genau wie dieser sehr beharrlich sein konnte, wenn ihr etwas nicht einleuchtete und sie „so lange gescheit wider[sprach], bis man sie von der Richtigkeit des Gegenteils überzeugt“ hatte. Ihr Glück war, dass Fischer und Schell in der Publikumsgunst jedoch extrem hoch angesiedelt waren, und es sich bei ihnen zudem um „Darsteller von besonderem Rang“ handelte, die über ein sehr breites Spektrum an Ausdrucksmöglichkeiten verfügten. Rudolf Augstein widmete der Schell im Spiegel 25/1953 dann auch eine Titelgeschichte und befand, sie sei „eine der ganz wenigen Schauspielerinnen im deutschen Film, die ihre Berufsbezeichnung tatsächlich vom darstellerischen Können und nicht von der kamera-attraktiven Erscheinung ableiten könn[t]en“.

### Veröffentlichung
Am 8. August 1953 wurde Solange Du da bist unter der Nummer 06361 einer FSK-Prüfung unterzogen und ab 12 Jahren mit dem Zusatz „feiertagsfrei“ freigegeben und sodann am 27. August 1953 in der Passage in Hamburg uraufgeführt. Am 25. Juni 1954 kam der Film in die Kinos der DDR. Am 7. September 1963 war er erstmals im Fernsehen im Programm des ZDF zu sehen. In Österreich und den Niederlanden lief der Film im Februar 1954 an, in Schweden im November 1954, in Finnland im Januar 1955, in Argentinien im April 1955, in Dänemark und in Portugal im Mai 1955, in Spanien im Juni 1955 und in Frankreich im Jahr 1956. Veröffentlicht wurde er zudem in Brasilien, Kanada, Griechenland, Italien, der Türkei und in den USA, dort unter dem Titel As Long as You’re Near Me. Vorgestellt wurde der Film zudem am 13. März 1954 auf dem Mar del Plata Film Festival in Argentinien.

## Rezeption

### Kritik
„Harald-Braun-Film von menschlichem Gewicht und hohem Ethos sowie beachtlicher Formgebung. Obschon nicht von bester Glaubwürdigkeit und Geschlossenheit, im ganzen empfehlenswert. Aufgenommen in die Jahresbestliste 1953 der Filmliga.“

Reclams Lexikon des deutschen Films war der Ansicht, der „von humaner Gesinnung geprägte Film ver[binde] das zentrale Motiv Brauns, die Dramatisierung moralischer und seelischer Konflikte, mit neoveristischen Ansätzen“. Weiter hieß es: „Das eindringliche Spiel von Maria Schell und O. W. Fischer verleiht dem Melodram seine emotionale Intensität.“
Der Autor Herbert Spaich schrieb in seiner Biografie über Maria Schell: „Solange du da bist ist einer der bemerkenswertesten Beispiele für Film im Film vor einem schwierigen Problem der Zeit: die Situation der Flüchtlinge aus dem Osten in Westdeutschland. Darüber hinaus reflektiert Harald Braun die Beziehung von Wirklichkeit und Film, das Verhängnis beides zu vermischen. Trotz der üppigen Problemvielfalt ist Solange du da bist spannendes Kino.“ Und weiter: „Harald Braun führte in seinem Film eine ›neue‹ Maria Schell vor: ohne die früheren Anflüge von Larmoyanz […] spielt sie hier schnörkellos Leiden und Hoffnung in einer fatalen Zeit. Und wieder ist sie die Frau zwischen zwei Männern: ein Konflikt am Rand der Selbstzerstörung.“ […] „Maria Schell spielt die Rolle mit betonter Zurückhaltung, diskret führt sie eine Krise ohne Sentimentalität vor. Harald Brauns Regie macht deutlich, daß die großen Qualitäten dieser Schauspielerin vor allem in der Darstellung feiner menschlicher Nuancen bestehen.“ Qualitäten, die „in den vorausgegangenen Filmen von den Platitüden der Story und dem mangelnden Können der Regisseure verdeckt worden“ seien, hieß es weiter.
Das Lexikon des internationalen Films fasste sein Urteil folgendermaßen zusammen: „Regisseur Braun, der in seinen Nachkriegsfilmen (u. a. Nachtwache, Der fallende Stern) zeitbezogene Lebensfragen anschnitt, warnte hier vor der Vermarktung des eigenen Schicksals, doch sein Film geriet zum psychologisch unglaubhaften Melodram ohne künstlerische Geschlossenheit.“
Das Literaturhaus München schrieb: „O. W. Fischer und Maria Schell glänzen in diesem Film.“
Cinema zog das Fazit: „Herzerwärmend, aber nicht immer glaubhaft.“

### Auszeichnungen
Der Film war 1954 zum Wettbewerb der Internationalen Filmfestspiele von Cannes eingeladen, ging bei der Preisvergabe jedoch leer aus. Das Drehbuch von Jochen Huth wurde im genannten Jahr mit dem Deutschen Filmpreis ausgezeichnet. Solange Du da bist erhielt 1953 den Bambi in der Kategorie Künstlerisch wertvollster Film. Die FBL erteilte das Prädikat wertvoll. Von der Katholischen Filmliga wurde der Film in die Jahresbestenliste 1953 aufgenommen. Von der Evangelischen Filmgilde wurde der Film als bester Film des Monats (Oktober 1953) empfohlen.